# Henzerivka, Iahotîn
Henzerivka (în ucraineană Гензерівка) este un sat în comuna Lemeșivka din raionul Iahotîn, regiunea Kiev, Ucraina.

## Demografie
Componența lingvistică a localității Henzerivka
     Ucraineană (99,75%)
     Alte limbi (0,25%)
Conform recensământului din 2001, majoritatea populației localității Henzerivka era vorbitoare de ucraineană (99,75%), existând în minoritate și vorbitori de alte limbi.